# Oreste Rossi
Oreste Rossi, conegut com a Tino, (Alexandria, 24 de març de 1964) és un polític italià.

## Biografia
Nascut a Alexandria, es va graduar a l'Institut Tècnic Industrial "Alessandro Volta" com a químic. Després d'acabar els seus estudis va treballar com a granger i de 1987 a 1990 es va col·locar com a químic en una empresa d'Alexandria.

### Carrera política a la Lliga Nord
Va ser dels primers membres dels «aliatges», de 1984 a 1990 i secretari provincial d'Alexandria abans del Moviment Autonomista Piemontèis i després del Piemont Autonomista que es va transformar el 1989 en Lega Nord Piemont, secció de la Lliga Nord. De 1989 a 1994 va ser secretari provincial d'Alexandria sempre per la Lliga. De 1997 a 2000 va ser conseller federal de la Lliga Nord i durant un llarg període ha estat un referent d'aquesta,a partir de 1993 a 2000, per a Itàlia del Sud i les Illes.
El 2002 va ser nominat per a l'alcalde d'Alexandria, amb el suport de la Casa de les Llibertats, perdent en la segona volta contra Mara Scagni.

### Eurodiputat
A les eleccions europees de 2009 va ser escollit diputat al Parlament Europeu de la Lliga Nord amb 14.390 vots i es va convertir en el primer diputat d'Alexandria elegit per ocupar aquest càrrec al Parlament Europeu. A la fi de 2012, després d'una ruptura amb el nou líder, Roberto Maroni, va deixar de la Lliga Nord, passant al grup ELD del Parlament Europeu, que va abandonar l'any següent, l'11 de juny de 2013.
El 3 de juliol 2013 es va incorporar al grup del Partit Popular Europeu, afirmant que no és euroescèptic, però sí eurocrític i favorable als Estats Units d'Europa.
El 5 de febrer de 2014 es va unir a la delegació de Forza Itàlia.